# Nicola Larini
Nicola Larini (Lido di Camaiore, Italia, 19 de marzo de 1964) es un piloto de automovilismo de velocidad italiano. Obtuvo el Deutsche Tourenwagen Meisterschaft 1993 y el Campeonato Italiano de Superturismos 1992, y resultó segundo en el Campeonato Europeo de Turismos 2001.

## Carrera deportiva
Luego de formarse en la Fórmula Fiat Abarth y la Fórmula 3, Larini participó en 75 Grandes Premios de Fórmula 1 desde 1987 hasta 1997. Sus únicos resultados puntuables fueron un segundo lugar en el Gran Premio de San Marino de 1994 en sustitución de Jean Alesi para Ferrari, y un sexto lugar en el Gran Premio de Australia de 1997 para Sauber; el piloto arribó séptimo en cuatro oportunidades. Por otra parte, fue piloto de pruebas de Ferrari desde 1992 hasta 1998
Larini intercaló su actividad en la Fórmula 1 con participaciones en campeonatos de turismos. En 1990 resultó tercero en el Campeonato Italiano de Superturismos con un Alfa Romeo 75, sumando cuatro victorias y siete podios. En 1991 finalizó quinto con tres victorias y seis podios. El piloto fue campeón en 1992 con un Alfa Romeo 155 oficial, acumulando diez victorias y 15 podios en 20 carreras.
El italiano se incorporó al equipo oficial de Alfa Romeo en el Deutsche Tourenwagen Meisterschaft 1993, obteniendo el título al acumular 11 victorias en 22 carreras. En 1994 resultó tercero con dos victorias y siete podios. Larini consiguió en 1995 una vitorias y ocho podios, para quedar sexto en el torneo alemán y cuarto en el internacional. En el último año del certamen, el italiano sumó dos victorias y cuarto podios para concluir 11.º.
Para la temporada 1998, Larini retornó al Campeonato Italiano de Superturismos para pilotar un Alfa Romeo 156 oficial. Ese año consiguió tres victorias y 13 podios, de modo que resultó tercero en el campeonato. Con idénticos resultados parciales, quedó cuarto en 1999.
El torneo se convirtió en el Campeonato Europeo de Turismos para la temporada 2000, y Larini permaneció como piloto oficial de Alfa Romeo. No consiguió ninguna victoria, pese a lo cual alcanzó la cuarta posición final. El piloto fue subcampeón en 2001, luego de obtener tres triunfos y 11 podios. El italiano ganó cuatro carreras y subió al podio en 11 en 2002, que le significó quedar tercero en el campeonato. En 2003, su último año como piloto de Alfa Romeo, fue cuarto en el Campeonato Europeo de Turismos.
Larini ingresó en el nuevo Campeonato Mundial de Turismos en el año 2005, pero como piloto oficial de Chevrolet. Disputó dicho certamen hasta 2009, logrando en total una victoria y 13 podios; su mejor resultado de campeonato fue quinto en 2007.
Larini fue invitado por el equipo oficial de la filia argentina de Chevrolet de TC 2000, para correr la carrera especial de los 200 km de Buenos Aires.

## Resultados

### Fórmula 1
(Clave) (negrita indica pole position) (cursiva indica vuelta rápida)

| Año     | Escudería                      | 1       | 2        | 3        | 4        | 5        | 6        | 7        | 8        | 9        | 10       | 11       | 12      | 13       | 14      | 15      | 16       | 17  | Pos. | Puntos |
| ------- | ------------------------------ | ------- | -------- | -------- | -------- | -------- | -------- | -------- | -------- | -------- | -------- | -------- | ------- | -------- | ------- | ------- | -------- | --- | ---- | ------ |
| 1987    | Enzo Coloni Racing Car Systems | BRA     | SMR      | BEL      | MON      | USA      | FRA      | GBR      | GER      | HUN      | AUT      | ITA DNQ  | POR     | ESP Ret  | MEX     | JPN     | AUS      |     | NC   | 0      |
| 1988    | Osella Squadra Corse           | BRA DNQ | SMR EX   | MON 9    | MEX DNQ  | CAN DNQ  | USA Ret  | FRA Ret  | GBR 19   | GER Ret  | HUN DNPQ | BEL Ret  | ITA Ret | POR 12   | ESP Ret | JPN Ret | AUS DNPQ |     | NC   | 0      |
| 1989    | Osella Squadra Corse           | BRA DSQ | SMR 12   | MON DNPQ | MEX DNPQ | USA DNPQ | CAN Ret  | FRA DNPQ | GBR Ret  | GER DNPQ | HUN DNPQ | BEL DNPQ | ITA Ret | POR DNPQ | ESP Ret | JPN Ret | AUS Ret  |     | NC   | 0      |
| 1990    | Ligier Gitanes                 | USA Ret | BRA 11   | SMR 10   | MON Ret  | CAN Ret  | MEX 16   | FRA 14   | GBR 10   | GER 10   | HUN 11   | BEL 14   | ITA 11  | POR 10   | ESP 7   | JPN 7   | AUS 10   |     | NC   | 0      |
| 1991    | Modena Team SpA                | USA 7   | BRA DNPQ | SMR DNPQ | MON DNPQ | CAN DNPQ | MEX DNPQ | FRA DNPQ | GBR DNPQ | GER Ret  | HUN 16   | BEL DNQ  | ITA 16  | POR DNQ  | ESP DNQ | JPN DNQ | AUS Ret  |     | NC   | 0      |
| 1992    | Scuderia Ferrari SpA           | RSA     | MEX      | BRA      | ESP      | SMR      | MON      | CAN      | FRA      | GBR      | GER      | HUN      | BEL     | ITA      | POR     | JPN 12  | AUS 11   |     | NC   | 0      |
| 1994    | Scuderia Ferrari               | BRA     | PAC Ret  | SMR 2    | MON      | ESP      | CAN      | FRA      | GBR      | GER      | HUN      | BEL      | ITA     | POR      | EUR     | JPN     | AUS      |     | 14.º | 6      |
| 1997    | Red Bull Sauber Petronas       | AUS 6   | BRA 11   | ARG Ret  | SMR 7    | MON Ret  | ESP      | CAN      | FRA      | GBR      | GER      | HUN      | BEL     | ITA      | AUT     | LUX     | JPN      | EUR | 19.º | 1      |
| Fuente: |                                |         |          |          |          |          |          |          |          |          |          |          |         |          |         |         |          |     |      |        |

### Turismo Competición 2000
| Año  | Equipo                      | Auto               | 1    | 2   | 3  | 4   | 5   | 6   | 7   | 8   | 9   | 10  | 11 | 12    | 13  | 14  | Res. | Puntos |
| ---- | --------------------------- | ------------------ | ---- | --- | -- | --- | --- | --- | --- | --- | --- | --- | -- | ----- | --- | --- | ---- | ------ |
| 2006 |                             |                    | BA I | OLA | CR | VIE | SFE | SJU | SRA | RES | CUR | SMM | GR | BA II | OBE | PAR | -    | -      |
| 2006 | Chevrolet Elaion Pro Racing | Chevrolet Astra II |      |     |    |     |     |     |     |     |     |     |    | Ret   |     |     | -    | -      |